# Linpus Linux
Linpus Linux es una Distribución Linux basada en Fedora y creada por la compañía Linpus Technologies Inc. con sede en Taiwán. Linpus se ha diseñado específicamente para dar soporte completo al mercado de Asia, incluyendo soporte Unicode completo para los idiomas Chino y Japonés. Para las actualizaciones y la instalación de programas usa el formato RPM de gestión de paquetes de Fedora.
La compañía, participada por grandes fabricantes asiáticos como Acer, se financia vendiendo servidores preconfigurados, ofreciendo servicio de soporte de pago y adaptando el nuevo hardware de los fabricantes que desean incorporarlo.
Aunque con unos 10 años de existencia, el 70% del mercado taiwanés y varias versiones especializadas, su llegada a Occidente se ha producido de la mano del éxito de los Subnotebooks iniciado por el ASUS Eee PC que incorporan mayoritariamente Linpus Lite.
Presenta dos interfaces gráficas diferentes. En el modo simple se presenta una pantalla con varios Tabs que agrupan iconos de aplicaciones agrupadas por similitud (juegos, comunicaciones...) y un modo avanzado con el escritorio tradicional. Utiliza como entorno de escritorio por defecto XFCE 4.4 o superior en la versión Lite y KDE en las Desktop y Multimedia. Un icono en la barra base permite conmutar al vuelo entre ambas interfaces.
Soporta desde pantallas de 7 pulgadas y procesadores de 366 MHz a tecnologías como Wi-Fi, WiMAX, HSDPA, HSUPA, Ethernet, Bluetooth, IrDA y UPnP.
Según DistroWatch, la última versión de Linpus fue lanzada en marzo de 2014. El sitio web del proveedor continúa activo, pero no es posible descargar desde el mismo una imagen para instalarlo. Se considera actualmente como una distribución discontinuada.

## Línea de productos

### Linpus Linux Lite
Linpus Linux Lite es un sistema Live CD que puede instalarse en sistemas como Ultra Mobile PC, Subportátiles y otros dispositivos móviles. La imagen ISO (tamaño 699 MB) que puede descargarse gratis de la web del fabricante se puede ejecutar en un equipo con procesador compatible i386 a 500 MHz, 128 MB de memoria RAM y un disco duro (o equivalente, como tarjetas de memoria) de 512 MB. Además, existen versiones para otras arquitecturas como  StrongARM, Intel XScale, ARM 7/9 y MIPS.
Soporta resoluciones VGA de 640x480, 800x480 (pantalla de 7 pulgadas), 1000x600 (pantallas de 9 y 10 pulgadas), 1280x800 (pantalla de 12 pulgadas), 800x600 y el resto de resoluciones normales dependiendo del chipset gráfico.
Entre las Subportátiles que lo utilizan están el Acer Aspire One, Northtec Gecko, y el Airis Kira

### Linpus Linux Desktop
Linpus Linux Desktop es la versión de escritorio de Linpus, también conocida como el Linux chino, debido a que en China está muy generalizado su uso, siendo el líder del mercado en Taiwán con una cuota de mercado del  80 %. Al igual que la versión Lite, puede instalarse con bajos requisitos de hardware sobre PC con procesador compatible i386. La versión base de 32 bits puede descargarse de forma gratuita de la web del fabricante (versión 9.6, ISO de 3,62 GB), estando disponible una versión deluxe de pago con soporte de 32 y 64 bits, manuales impresos y asistencia de instalación y ejecución.

### Linpus Linux Server
Linpus Linux Server es una versión profesional (de pago) diseñada especialmente para la seguridad en los servidores de las empresas. La versión actual es de 2.1 y está disponible para i386 de 32bit e Intel Pentium.

### Linpus Linux Media Center
Linpus Linux Media Center es una versión estándar de Linux  basada en plataforma multimedia, que al igual que un Reproductor de DVD permite reproducir diferentes formatos Multimedia y visualización de imágenes digitales. Puede descargarse gratuitamente y dispone de un upgrade pack que permite reproducir legalmente DVD, MP3, WMV y otros códecs de software propietario.